# Премија
Премија (итал. Premia) је насеље у Италији у округу Вербано-Кузио-Осола, региону Пијемонт.
Према процени из 2011. у насељу је живело 376 становника. Насеље се налази на надморској висини од 798 м.

## Становништво
Према резултатима пописа становништва 2011. у општини је живело 577 становника.
| 1931. | 1936. | 1951. | 1961. | 1971. | 1981. | 1991. | 2001. | 2011. |
| ----- | ----- | ----- | ----- | ----- | ----- | ----- | ----- | ----- |
| 1.289 | 1.246 | 1.128 | 1.028 | 867   | 724   | 660   | 603   | 577   |